# RevPOR
RevPOR, Revenue Per Occupied Room, è un indicatore utilizzato nel settore alberghiero ed indica i ricavi ottenuti dalla vendita delle camere vendute (su una base temporale).

## Finalità
"Quando si vuole esprimere il ricavo medio camera includendo anche altri servizi (ad es. Food&Beverage e altre amenities) si illustra il Total RevPOR. Questo consente di mettere in luce quanto l'impresa sia in grado di generare entrate ulteriori rispetto al solo servizio di pernottamento (non-room RevPOR).

## Formula
RevPOR = Total Room Revenue (costo dei pasti compresi) / Total occupied rooms (numero di camere occupate);